# Lesbofobie

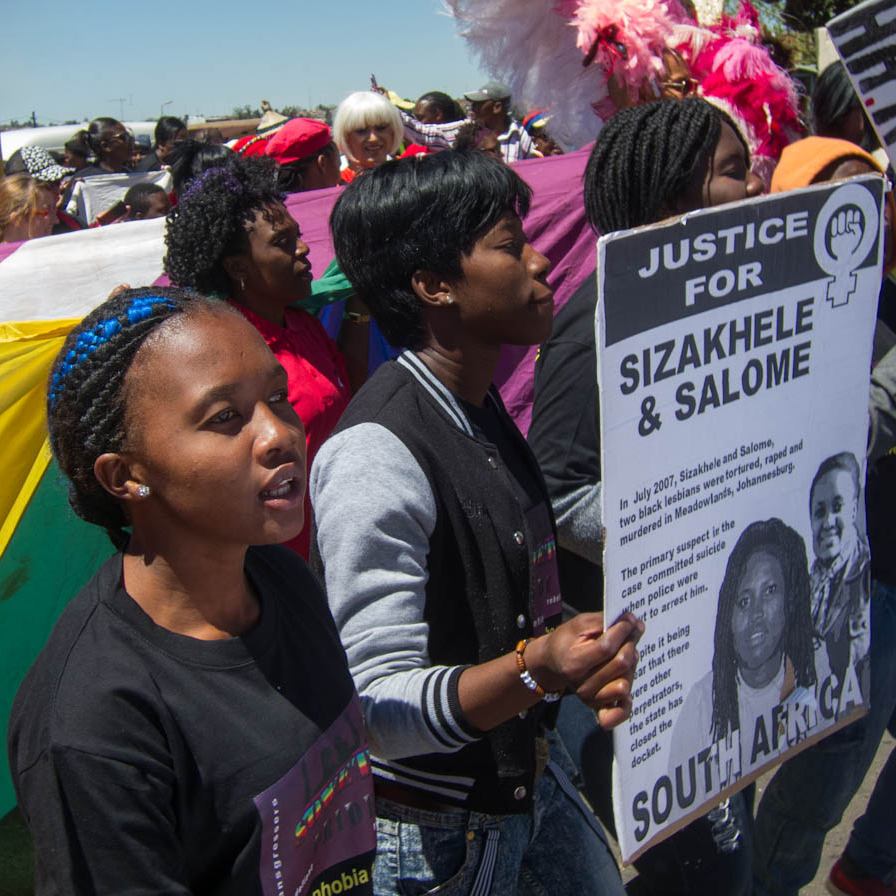
Účastníci Soweto Pride 2012 vzpomínají na lesby znásilněné a zavražděné v roce 2007.

Lesbofobie (někdy lesbifobie ) zahrnuje různé formy negativismu vůči lesbám, ať už vůči jednotlivkyním, párům nebo vůči celé této sociální skupině. Tento negativismus zahrnuje předsudky, diskriminaci, nenávist a zneužívání na základě pohlaví, sexuální orientace, identity a genderového vyjádření; s postoji a pocity od pohrdání až po nepřátelství . Lesbofobie je misogynie, která se prolíná s homofobií a naopak.

## Terminologie
První použití termínu lesbofobie uvedené v Oxfordském anglickém slovníku je v knize s názvem The Erotic Life of the American Wife (1972) editorky Harper's Bazaar Natalie Gittelson. Zatímco někteří lidé používají k popisu tohoto druhu předsudků nebo chování pouze obecnější termín homofobie, jiní se domnívají, že termíny homosexuál a homofobie dostatečně neodrážejí specifické obavy leseb, protože zažívají dvojí diskriminaci, a to homofobii i sexismus.

## Rozsah
Představa, že lesby jsou nebezpečné – zatímco heterosexuální interakce jsou přirozené, je typickým příkladem přesvědčení, které je lesbofobní. Stejně jako homofobie je toto přesvědčení klasifikováno jako heteronormativní, protože předpokládá, že heterosexualita je běžná a jiná sexuální nebo vztahová uspořádání jsou nepřirozená. Častý lesbofobní stereotyp je například ten, že atletky bývají mnohdy považovány za lesby. Lesby se setkávají s lesbofobními postoji nejen u heterosexuálních mužů a žen, ale také u gayů či bisexuálů. Lesbofobie ze strany gayů se zjevně manifestuje ve vnímaní podřízenosti lesbických problémů v kampani za práva gayů.

### Antilesbické násilí
Lesbofobie se někdy projevuje násilnými zločiny, včetně nápravného znásilnění a dokonce i vraždy . V Jihoafrické republice byly Sizakele Sigasa (lesbická aktivistka žijící v Sowetu) a její partnerka Salome Masooa znásilněny, mučeny a zavražděny v červenci v roce 2007 při útoku, jenž jihoafrické organizace pro práva leseb a gayů, včetně zastřešující skupiny Joint Working Group, označily za lesbofóbně motivovaný. Ke dvěma dalším znásilněním/vraždám leseb došlo již dříve v létě 2007 v Jižní Africe. Simangele Nhlapo, členka podprůné skupiny pro HIV pozitivní, byla v červnu znásilněna a zavražděna spolu se svou dvouletou dcerou a šestnáctiletá Madoe Mafubedu byla znásilněna a ubodána k smrti.
V roce 2006 byla devátenactiletá Zoliswa Nkonyana ubodána a ukamenována čtyřmi muži v Kapském Městě Khayelitsha kvůli své otevřené lesbické orientaci. Banyana Banyana, fotbalistka Eudy Simelane a LGBT aktivistka Noxolo Nogwaza byly znásilněny a zavražděny v obci Gauteng v KwaThema. Zanele Muholi, ředitelka společenství pro práva leseb uvedla, že za poslední desetiletí zaznamenala padesát případů se znásilněním v černošských čtvrtích a uvedla: „problém je z velké části problém patriarchátu". Muži, kteří páchají takové trestné činy, považují znásilnění za léčivé a za pokus ukázat ženám jejich místo ve společnosti.“
SOS Homophobie ve své výroční zprávě za rok 2019 zjistila, že násilí proti lesbám se ve Francii v roce 2018 zvýšilo o 42 procent, přičemž bylo hlášeno 365 útoků.